# Чжэн Тао
Чжэн Тао (кит. трад. 鄭濤, упр. 郑涛, пиньинь Zhèng Tāo; 20 августа 1985, Далянь, провинция Ляонин, КНР) — китайский футболист, защитник клуба Суперлиги Китая «Чунцин Лифань».

## Карьера

### Клубная карьера
Профессиональную карьеру Чжэн Тао начал в 2004 году в команде «Интер Шанхай» (в настоящее время выступает под названием «Гуйчжоу Жэньхэ»), ранее выступал за молодёжный состав клуба. В дебютном сезоне удивил многих специалистов и смог закрепиться в основе команды, сыграв в 16 матчах, а команда закончила сезон на третьем месте. В следующем сезоне принял участие в 10 матчах.
После того, как по окончании сезона 2005 года «Интер» переехал из Шанхая в Сиань и был переименован в «Шэньси Чаньба», игра команды стала нестабильной, что отразилось на результатах, в итоге в 2007 году она покинула Суперлигу. Несмотря на все трудности, Чжэн Тао остался в команде, хотя и пропустил большую часть сезона 2008 года. Только в 2011 году игрок перебрался в «Ляонин Хувин».

## Статистика
Последнее обновление: 25 января 2012
| Сезон | Команда       | Страна | Дивизион | Матчи | Голы |
| ----- | ------------- | ------ | -------- | ----- | ---- |
| 2004  | Интер Шанхай  | Китай  | 1        | 16    | 0    |
| 2005  | Интер Шанхай  | Китай  | 1        | 11    | 0    |
| 2006  | Интер Сиань   | Китай  | 1        | 25    | 2    |
| 2007  | Шэньси Чаньба | Китай  | 1        | 15    | 1    |
| 2008  | Шэньси Чаньба | Китай  | 1        | 4     | 0    |
| 2009  | Шэньси Чаньба | Китай  | 1        | 21    | 0    |
| 2010  | Шэньси Чаньба | Китай  | 1        | 22    | 0    |
| 2011  | Ляонин Хувин  | Китай  | 1        | 28    | 0    |
| Всего | Всего         | Всего  | Всего    | 142   | 3    |